# Mâm xôi lá hồng
Mâm xôi lá hồng, dum lá hồng (danh pháp khoa học: Rubus rosifolius) là một loài cây bụi nhỏ có gai nhọn thuộc chi Mâm xôi (Rubus) của họ Hoa hồng (Rosaceae), bản địa của các rừng mưa và rừng thưa cây cao trong khu vực Himalaya, Đông Á và miền đông Australia.
Biến thể hoa kép Rubus rosifolius var. coronarius có tên là Đồ mi, ở VN quen gọi là trà mi, trà my. Đây là loài xuất hiện trong Truyện Kiều, tuy nhiên hiện nay nó bị gọi sai và gán sai cho loài sơn trà Nhật Bản - Camellia japonica.
Dum lá hồng có lá kép với mép lá có khía răng cưa, có các lông tơ trên cả hai mặt của lá chét. Hoa mọc thành chùy hoa hay đơn độc, màu trắng. Quả ăn được dài khoảng 2 cm.

## Sử dụng
Quả ngọt, có hương thơm khi trồng trên đất có độ ẩm vừa phải. Quả cây dum lá hồng cũng được bày bán tại các khu chợ ven Himalaya.
Lá được sử dụng như là một loại trà thảo mộc để điều trị bệnh tiêu chảy, các tổn thương kinh nguyệt, chứng buồn nôn khi mang thai và các tổn thương trong lao động. Lá của nó có chứa một số tinh dầu
R.rosifolius ít khi được gieo trồng.

## Biến thể Rubus rosifolius var. coronarius - Đồ mi hay trà mi
Ở đây là bàn về biến thể Rubus rosifolius var. coronarius. Biến thể này có tên là Đồ mi, ở VN quen gọi là trà mi, trà my.

Một số nguồn còn gọi cây này là trà mi, như nhóm Huê Diệp Chi với giải thích rằng trà mi (茶縻) cũng đọc là "đồ mi" (荼縻). Theo Khang Hy và Hình âm nghĩa tổng hợp đại tự điển thì chữ trà xưa viết là 荼 (đồ). Chữ 荼 từ thời Đông Hán (25-220) trở về sau phiên thiết là "Trạch gia âm trà". Thời Lương (502-557) trở về sau cũng đọc là trà nhưng quên giảm đi một nét, vẫn viết là 荼 (đồ). Từ đời Đường (618-907), Lục Vũ soạn quyển Trà kinh mới giảm một nét để thành chữ 茶 (trà). Vì thế hai chữ đồ mi 荼蘼 vẫn thường đọc là trà mi. Tuy nhiên, tên gọi trà mi rất dễ gây nhầm lẫn do hiện tại nó cũng được sử dụng để chỉ một vài loài trong chi Trà (Camellia) của họ Chè (Theaceae).

## Thư viện ảnh

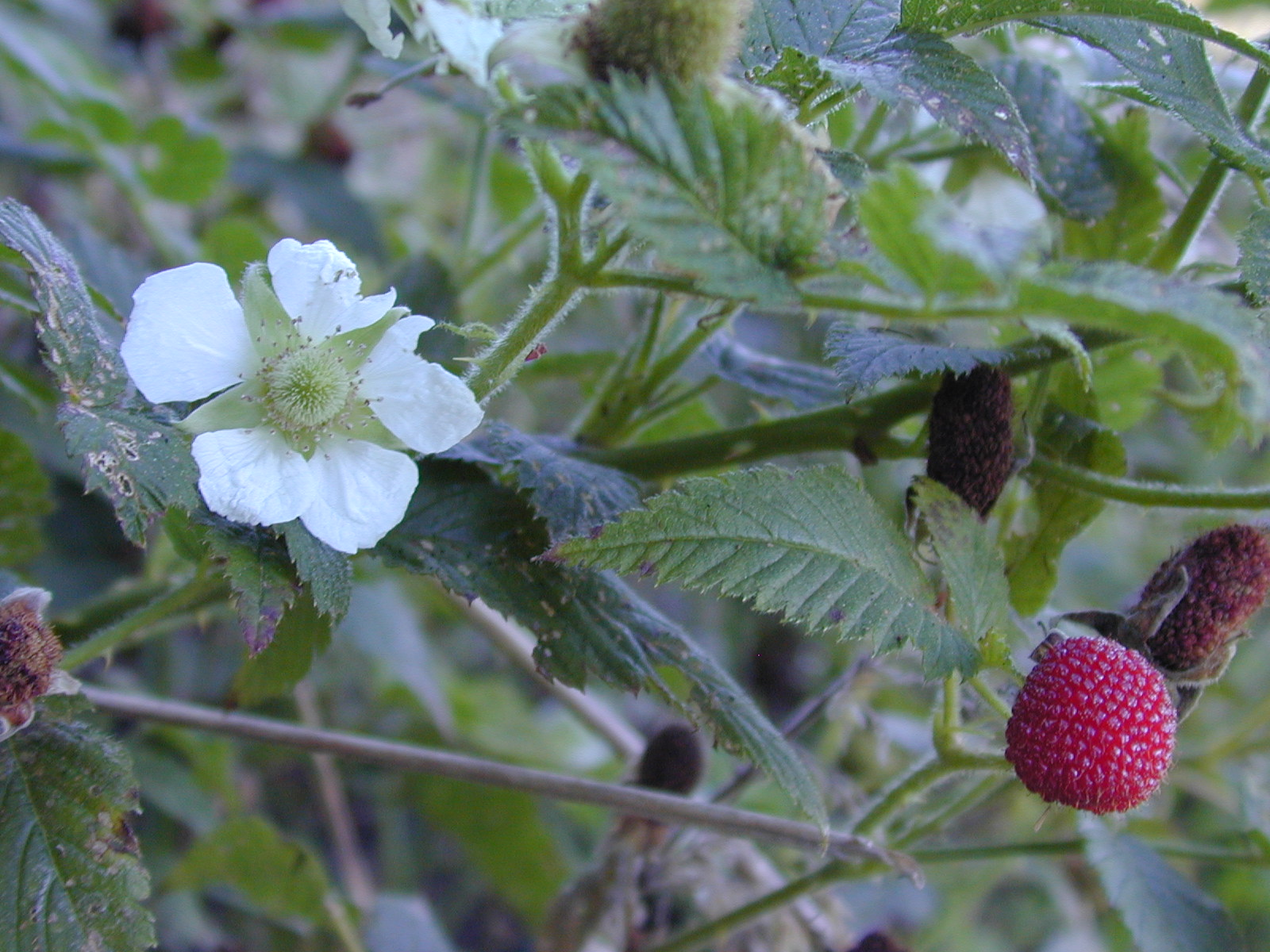
Lá, hoa và quả dum lá hồng
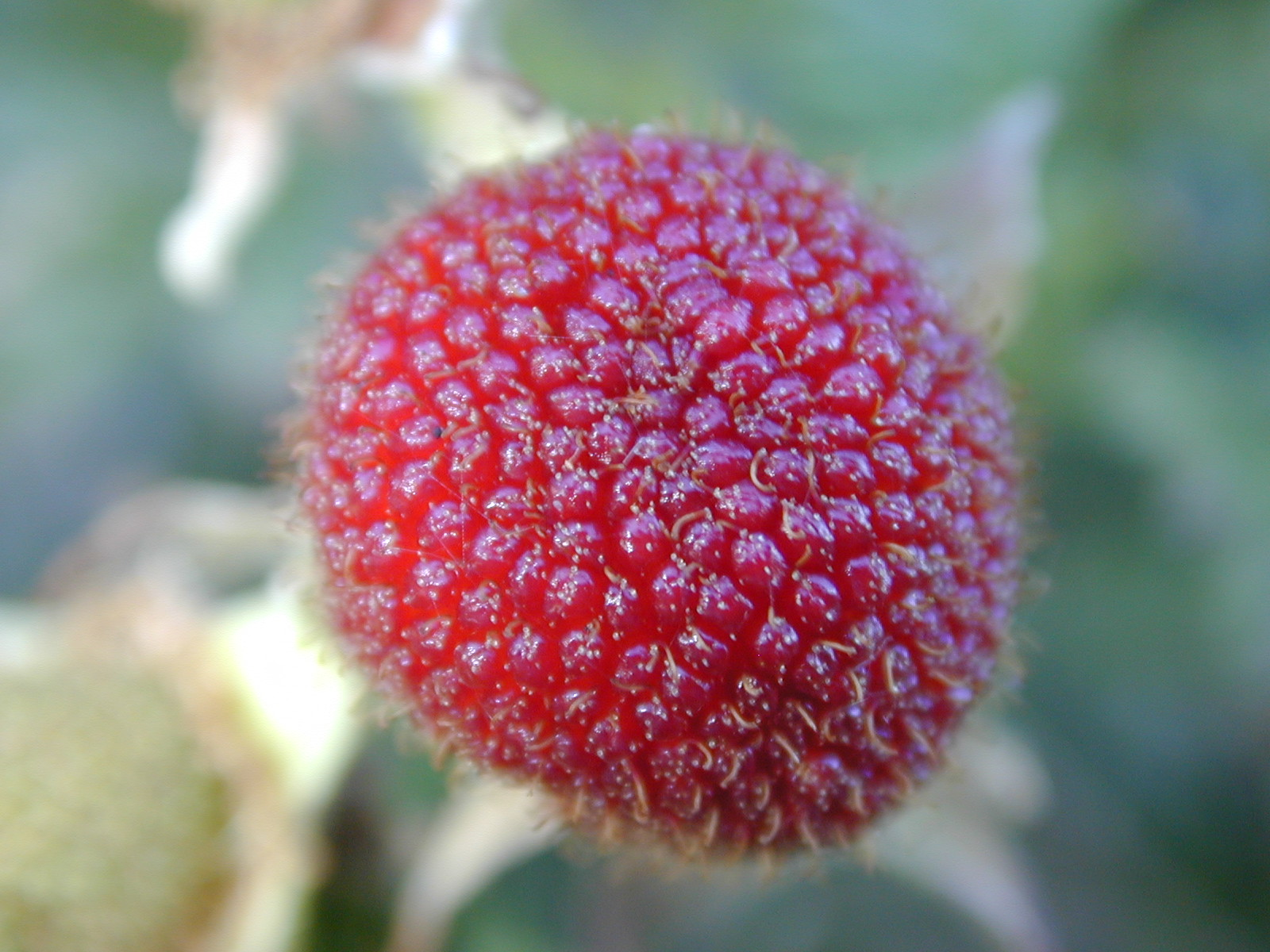
Quả dum lá hồng
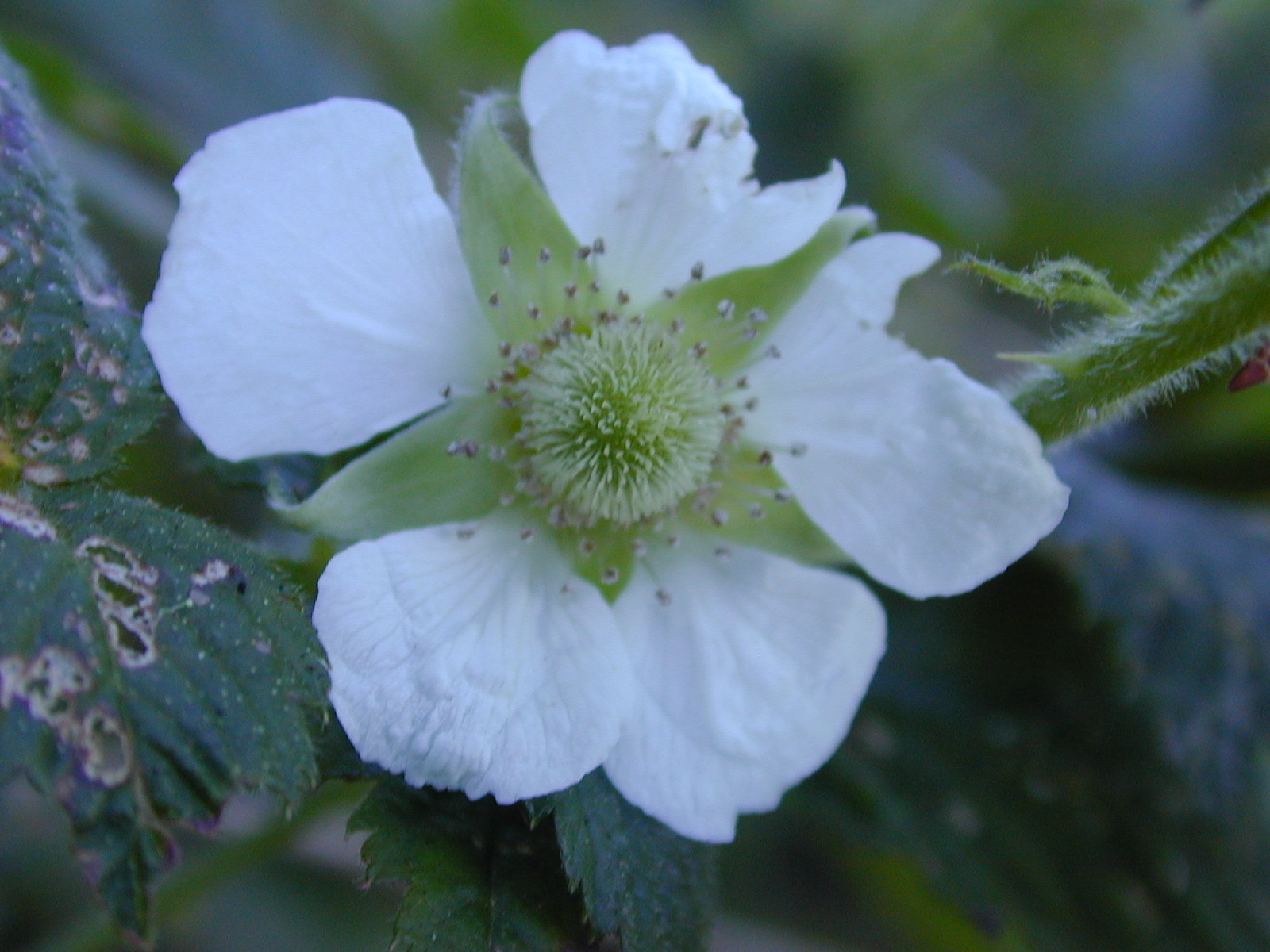
Hoa dum lá hồng
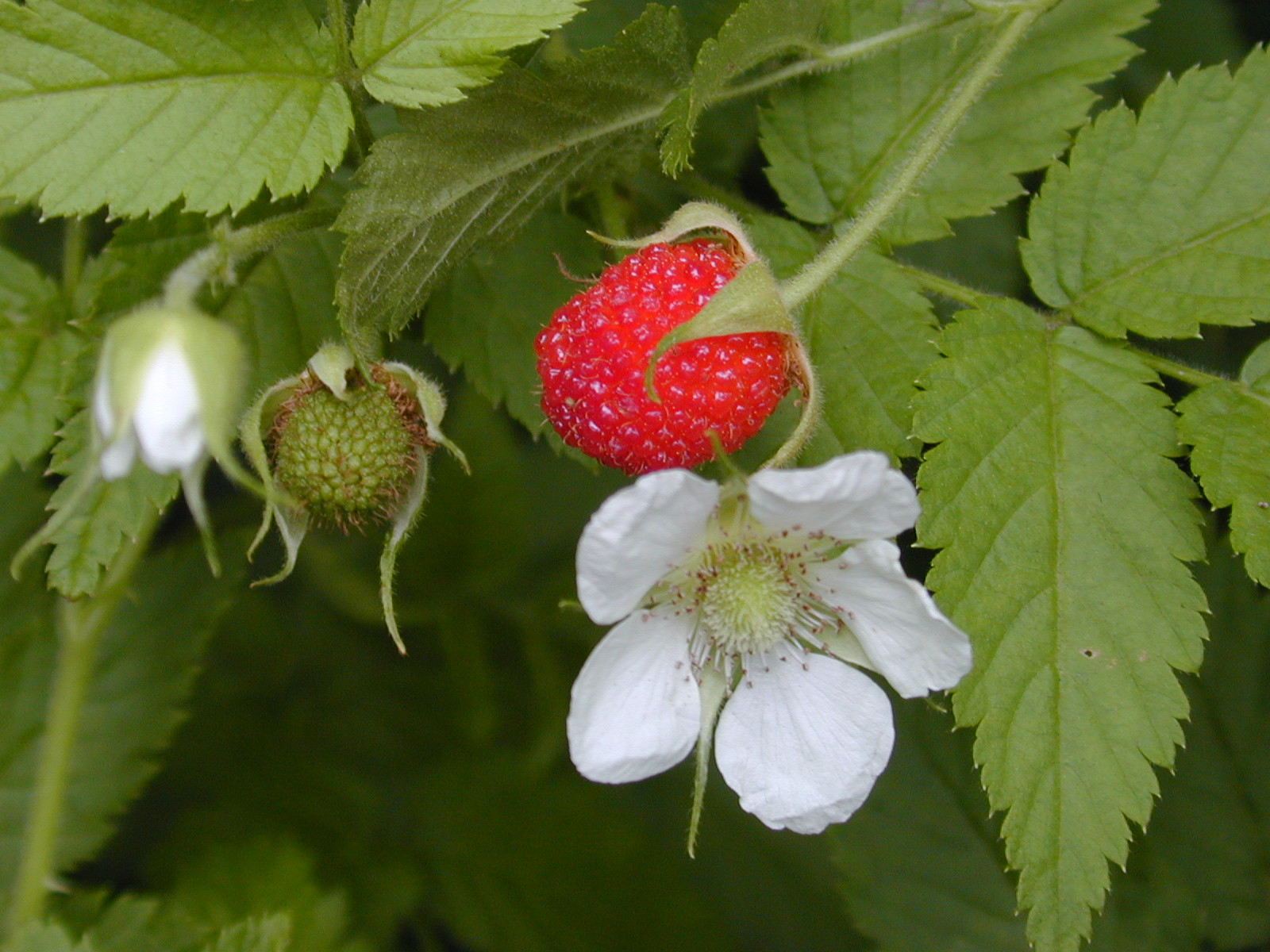
Dum lá hồng